# Кристиан V
Кристиан V е крал на Дания и Норвегия от 1670 до смъртта си през 1699 г.

## Произход
Роден е през 1646 г. във Фленсбург. Син е на крал Фредерик III и София Амалия фон Брауншвайг-Каленберг.

## Управление
Кристиан V се радвал на голяма популярност сред обикновения народ, което се дължи на факта, че укрепвайки абсолютната монархия, той задълбочава в още по-голяма степен предприетите от баща му, Фредерик III, държавни реформи, изразяващи се в предоставяне на нови права на обикновените граждани за сметка на ограничаване правата на старата аристокрация. Той утвърждава новите титли „граф“ и „барон“, които можело да бъдат давани на хора без знатно потекло, и те да бъдат назначавани на държавна служба и да заемат държавни постове. Такъв бил случаят с Педер Шумахер, издигнат от обикновен поданик в граф Грифенфелд през 1670 г. и назначен за висш съветник през 1674 г., който оказва доста сериозно влияние върху краля в началото на управлението му.
През 1676 г. Педер Грифенфелд се обявява против решението на краля да се включи в Сконската война срещу Швеция, при което е свален от поста си и осъден на доживотен затвор за измяна на суверена. Но както правилно предвиждал Грифенфелд в тази война войските на Кристиан V биват разбити на два пъти и той не успява да си върне полуостров Сконе, загубен по време на предишната Малка северна война. През 1679 г. е подписан мирен договор между Дания и Швеция, според който войната приключва без териториални промени и Сконе остава във владение на Швеция.
По време на управлението на Кристиан V (в 1683 г.) е приет и датският кодекс със закони (Danske Lov), подобен кодекс бил приет и за Норвегия в 1687 г. (Norske Lov).

## Семейство
На 14 май 1667 г. Кристиан V се жени за Шарлота Амалия фон Хесен-Касел, от която има осем деца. Синът му Фредерик IV от този брак става крал на Дания през 1699 г.
Други шест деца Кристиан има от любовницата си Амелия Мот (1654 – 1719), която е дъщеря на неговия учител и в 1677 г. получава титлата графиня.